# Ronald Pierce
Ronald "Ron" Pierce, född 21 juni 1956 i Livermore i Kalifornien, är en amerikansk travkusk. Han är en av nordamerikansk travsports mest framgångsrika profiler. Han har kört hästar som American Winner, Like a Prayer och Donato Hanover.

## Karriär
Pierce inledde sin kuskkarriär på 1980-talet i Kalifornien, och flyttade samma årtionde till New Jersey, där karriären tog fart på allvar. Han har tagit ett flertal segrar i många storlopp i Nordamerika. Han har bland annat tagit tre segrar i Hambletonian Stakes, två i Yonkers Trot och tre i Kentucky Futurity. Totalt har han tagit nästan 10 000 segrar.
Pierce har kört tre upplagor av Elitloppet på Solvalla (1993, 2000, 2007), med en andraplats med Mr. Muscleman 2007 som bästa placering.

### Privatliv
Pierce gifte sig 2011 med svenskan Therese Olsson, som bland annat skötte om Scarlet Knight, tränad av Stefan Melander, då de segrade i Hambletonian Stakes 2001.

## Större segrar i urval
| År   | Lopp                | Häst              | Tränare            |
| ---- | ------------------- | ----------------- | ------------------ |
| 1993 | Hambletonian Stakes | American Winner   | Milton Smith       |
| 1993 | Yonkers Trot        | American Winner   | Milton Smith       |
| 1998 | Little Brown Jug    | Shady Character   | Brett Pelling      |
| 1999 | Messenger Stakes    | Blissfull Hall    | Benjamin Wallace   |
| 1999 | Cane Pace           | Blissfull Hall    | Benjamin Wallace   |
| 2000 | Little Brown Jug    | George Scooter    | Gregg McNair       |
| 2002 | Kentucky Futurity   | Like a Prayer     | Brett Pelling      |
| 2003 | Kentucky Futurity   | Mr. Muscleman     | Noel Daley         |
| 2004 | Little Brown Jug    | Timesareachanging | Brett Pelling      |
| 2004 | Cane Pace           | Timesareachanging | Brett Pelling      |
| 2006 | Messenger Stakes    | Palone Ranger     | Gregory Peck       |
| 2006 | Cane Pace           | Total Truth       | George Teague, Jr. |
| 2007 | Hambletonian Stakes | Donato Hanover    | Steve Elliott      |
| 2007 | Kentucky Futurity   | Donato Hanover    | Steve Elliott      |
| 2008 | Cane Pace           | Art Official      | Joe Seekman        |
| 2009 | Yonkers Trot        | Judge Joe         | Jimmy Takter       |
| 2009 | Little Brown Jug    | Well Said         | Steve Elliott      |
| 2010 | Hambletonian Stakes | Muscle Massive    | Jimmy Takter       |
| 2011 | Messenger Stakes    | Roll With Joe     | Edward Hart        |